# Em Cada Sonho
"Em Cada Sonho (O Amor Feito Flecha)" é uma canção gravada pela dupla brasileira Sandy & Junior e lançada como single do álbum Era Uma Vez... Ao Vivo (1998). É uma versão em português da faixa original da cantora canadense Céline Dion, "My Heart Will Go On", canção-tema do filme norte-americano Titanic (1997).

## Composição
A canção é uma versão em português de "My Heart Will Go On", uma composição de James Horner e Will Jennings, gravada por Céline Dion e incluída na trilha sonora do filme Titanic (1997) e em seu álbum Let's Talk About Love (1997). A versão da dupla foi composta por Sergio Carrer. A dupla foi a única autorizada a gravar a canção fora da língua original. Sandy falou sobre a canção em 2016, dizendo:

"Foi a época em que a nossa carreira deslanchou mais, que a gente começou a fazer mais sucesso. E depois vieram os discos mais vendidos, bem nessa época, entre 1998 e 2002. Foi uma época bem importante pra mim e para o meu irmão. Na época, eu soube que nós tínhamos sido os únicos a ter essa autorização [de regravar a canção em outro idioma] e fiquei bem feliz, mas eu não sei por quê. Nessa época, quando a gente fazia as versões, eu não tinha muito essa consciência. Eu gravava pra me divertir, gravava as músicas que eu gostava de cantar. Hoje em dia, depois de adulta, depois de ter bastante experiência, vejo que é uma cilada, uma coisa muito perigosa. É um risco muito grande porque você tem que, no mínimo, fazer uma coisa tão boa quanto a original."

## Videoclipes

### Video Oficial
Foi extraído do DVD Era Uma Vez - Ao Vivo.

### Video para o seriadoSandy & Junior
Assim como outras canções da carreira da dupla, "Em Cada Sonho (O Amor Feito Flecha)" possui dois videoclipes gravados para o seriado homônimo da dupla. Os clipes que foram gravados ao redor e dentro de uma piscina olímpica da escola CEMA, e em um circo, respectivamente fazem parte dos episódios "Intriga Internacional", da primeira temporada, e "Hoje Tem Marmelada?", da segunda temporada. O segundo videoclipe, da segunda temporada, é de uma versão remix da canção, incluída no álbum Todas As Estações - Remixes (2000).

## Divulgação e outras versões
Além do videoclipe no seriado, a dupla apresentou a canção no Angel Mix, Domingão Do Faustão, Planeta Xuxa, e no Criança Esperança de 1998, além das turnês Eu Acho que Pirei e Quatro Estações - Tour.
A canção também ganhou uma versão ao vivo nos CD/VHS/DVD Era Uma Vez... Ao Vivo e Quatro Estações: O Show, além de uma versão remix no álbum Todas as Estações: Remixes, lançado em março de 2000.